# Seppo Hassi
Seppo Ortamo Hassi, född 2 juli 1961 i Hyvinge, är en finländsk matematiker.
Hassi avlade studentexamen 1980 i Björneborg. Han blev filosofie kandidat och filosofie doktor vid Helsingfors universitet 1984 respektive 1991. Doktorsavhandlingen bär titeln A Singular Value Decomposition of Matrices in a Space with an Indefinite Scalar Product. År 1997 utnämndes han till docent vid samma lärosäte. Åren 2000–2001 arbetade han som Finlands Akademis forskare vid Universitetet i Groningen och sedan 2001 är han professor i matematik vid Vasa universitet.
Han är medlem av American Mathematical Society och av Gesellschaft für Angewandte Mathematik und Mechanik.